# Bruinenburg
De Bruinenburg was een kasteel in het Nederlandse dorp Woudenberg, provincie Utrecht. 

## Geschiedenis
Gillis de Bruine stichtte een vicarie in de Johannes de Doperkerk in Wijk bij Duurstede. Deze vicarie beschikte over het land de Bruinhoef nabij Woudenberg. Naast dat land werd een huis gebouwd dat de naam Bruinenburg zou krijgen, vernoemd naar Gillis de Bruine.
Het is niet bekend wanneer de Bruinenburg is gebouwd. Begin 16e eeuw woonden Willem Roderickszoon van Eep en zijn vrouw op deze locatie. Hun zoon Hendrik kreeg in 1576 tevens de Bruinhoef in pacht van de Heren van Wijk. Dit betreft tevens de eerste schriftelijke vermelding van Bruinenburg in de bronnen. Hendriks weduwe Geertruit Pynsen van der Aa verkocht in 1614 de Bruinenburg aan Walraven van Weerdenburg. Ook werd Walraven beleend met het goed Bruinhoef.
Simon van Weerdenburg, de zoon van Walraven, ging in Woudenberg wonen toen hij daar tot schout werd benoemd, maar zijn twee zusters bleven op het kasteel achter. In 1714 droeg Mechteld van Weerdenburg de Bruinenburg over aan Trajectinus Boll. Zijn erfgenamen verkochten het in 1774 aan Anthonia Jacoba van Leenen. Het kasteel zelf zal dan al gesloopt zijn, waardoor er slechts een hofstede was overgebleven. In 1814 werd de Bruinenburg verkocht aan de landbouwer Klaas Hendriksz Veenendaal.
Op 24 november 1944 is de boerderij Bruinenburg in brand geschoten door de Duitse bezetter. Dit betrof een wraakactie vanwege het opblazen van een bruggetje in de spoorlijn Amersfoort - Kesteren door het verzet.

## Beschrijving
De afbeelding uit 1613 toont een kasteel dat uit meerdere aangrenzende gebouwen bestaat. Onderdeel van het complex is een eenvoudig torentje.
Anno 2023 staat er op de kasteellocatie een boerderij met de naam Bruinenburg.

## Trivia
In 1786 werd in de buurt van het huis een sluis aangelegd als onderdeel van de Grebbelinie. Deze Bruinenburgersluis werd vernoemd naar het huis.
Kasteel Ter Aa (Breukelen) ·
Aastein ·
Slot Abcoude ·
Amaliastein ·
Nieuw-Amelisweerd ·
Oud-Amelisweerd ·
Kasteel Amerongen ·
Kasteel Batestein (Harmelen) ·
Kasteel Batestein (Vianen) · 
De Beest ·
Bergestein ·
Beverweerd ·
Blasenburg ·
Blikkenburg ·
Blommesteyn ·
Bolenstein ·
Bolsweerd ·
Bottestein ·
Kasteel Broekhuizen ·
Bruinenburg ·
Huis Cammingha ·
Clarenborg ·
Coelhorst ·
De Batau ·
Dompselaer ·
Huis Doorn ·
Drakenburg (kasteel) ·
Drakensteyn ·
Kasteel Duurstede ·
Huis Ter Eem ·
Eijkelenburg ·
Emmickhuizen ·
Den Engh ·
Essenstein ·
Everstein (Everdingen) ·
Everstein (Jutphaas) ·
Den Eyck ·
Galesloot ·
Kasteel Geerestein ·
Gildenborgh ·
Kasteel Ten Goye ·
Grauwert ·
Grijpestein ·
Groenestein (Langbroek) ·
Kasteel Groeneveld (Baarn) ·
Groenewoude (Woudenberg) ·
Gunterstein ·
Kasteel de Haar ·
Kasteel Hagestein ·
Hamtoren ·
Kasteel Hardenbroek ·
Huis Harmelen ·
Ridderhofstad Heemstede ·
Kasteel Heemstede ·
Heimenberg ·
Heimerstein ·
Huis Herlaar ·
Ter Heul ·
Heulestein ·
Hindersteyn ·
Kasteel Ter Horst (Achterberg) ·
Isselt ·
Kasteel IJsselstein ·
Jagenstein ·
Kersbergen ·
Killestein ·
Kronenburg (kasteel) ·
Kasteel Levendaal ·
Lichtenberg (Woudenberg) ·
Lievendaal (Amerongen) ·
Landgoed Linschoten ·
Kasteel Linschoten ·
Lockhorst ·
Kasteel Loenersloot ·
Kasteel Lunenburg ·
Huis Maarsbergen ·
Marckenburg ·
Ter Meer ·
Ter Mey (Haarzuilens) ·
Huis te Mijdrecht ·
Huis te Mijnden ·
Kasteel Moersbergen ·
Kasteel Montfoort ·
Natewisch ·
Te Nesse ·
Kasteel Nijenrode ·
Nijenstein ·
Nijeveld ·
Noordwijk (Langbroek) ·
Huis te Oosterwijk ·
Oostwaard (Utrecht) ·
Op de Bol ·
Oud-Broekhuizen ·
Ridderhofstad Oudaan ·
Huis Oudegein ·
Oudenhorst ·
Plettenburg (kasteel) ·
Huis De Polle ·
Prattenburg ·
Kasteel Putkop ·
Randenbroek (park) ·
Remmerstein ·
Kasteel Renswoude ·
Rhijnauwen ·
Kasteel Rhijnestein ·
Huis Riebeek ·
Kasteel Rijnenburg ·
Rijnestein ·
Rijneveld ·
Kasteel Rijnhuizen ·
Rijningen ·
Huis Rijnsweerd ·
Rijpickerwaard · 
Kasteel Rijsenburg ·
De Roetert ·
Rumelaar ·
Kasteel Ruwiel ·
Royestein ·
Kasteel Sandenburg ·
Kasteel Schalkwijk ·
Kasteel Schonauwen ·
Schurenburg ·
Snaafburg ·
Snellenburg ·
Paleis Soestdijk ·
Steenhuis (Lopik) ·
Kasteel Sterkenburg ·
Stormerdijk ·
Landgoed Stoutenburg ·
Ten Massche ·
Valkenburg (Rhenen) ·
Huis te Velde ·
Kasteel Veldenstein ·
Hofstede te Vliet ·
Huis te Vleuten ·
Huis te Vliet (Lopik) ·
Huis te Vliet (Oudewater) ·
Vogelpoel ·
Huis te Voorn ·
Vredelant ·
Vronestein ·
Vuijlcop ·
Kasteel Walenburg ·
Wayenstein (Amerongen) ·
Kasteel Weerdenburg ·
Weerdesteyn ·
Weerestein ·
Hof ter Weyde ·
Wickenburgh ·
Wijnestein ·
Wiltenburg (Utrecht) ·
Kasteel van Woerden ·
Huis Woudenberg ·
Huis te Woudenberg (I) ·
Huis te Woudenberg (II) ·
Wulven ·
Kasteel Oud-Wulven ·
Wulvenhorst ·
Slot Zeist ·
Kasteel Zuilenburg ·
Zuileveld ·
Slot Zuylen ·
Huis Zuylenstein